# Nội các Hitler
Nội các Hitler là chính phủ của Đức Quốc xã từ 30/1/1933 đến 30/4/1945 khi Adolf Hitler được Tổng thống Paul von Hindenburg bổ nhiệm làm Thủ tướng Đế chế Đức. Với việc Hitler làm Thủ tướng, nội các được thành lập ngay sau đó một tuần. Nội các tồn tại 12 năm trong Cộng hòa Weimar và Đế chế thứ ba, là chính phủ độc tài toàn trị của Đức quốc xã.
Ban đầu, nội các Hitler thứ nhất được gọi là Nội các Đế chế Cứu Quốc, là liên minh giữa Đảng Công nhân Đức Quốc gia Xã hội chủ nghĩa (NSDAP) và đảng bảo thủ quốc gia Đảng Nhân dân Quốc gia Đức (DNVP); sau đó trở thành một nội các đơn đảng của Đức Quốc xã khi Đảng Nhân dân Quốc gia Đức bị đe dọa phải tự giải thể.
Với Đạo luật Trao quyền năm 1933, được thông qua hai tháng sau khi Hitler được bổ nhiệm, đã trao cho nội các quyền lực làm luật mà không cần nghị viện đồng ý trong vòng bốn năm. Trên thực tế, quyền lực này được trao cho Hitler, và vì tất cả ý định và mục đích, nó đã biến Hitler thành một lãnh đạo độc tài. Sau khi Đạo luật Trao quyền được thông qua, các cuộc thảo luận nghiêm túc ít nhiều đã kết thúc tại các cuộc họp nội các. Nội các chỉ gặp nhau rời rạc sau năm 1934 và lần cuối gặp nhau đầy đủ thành viên vào ngày 5 tháng 2 năm 1938. Tuy nhiên, nội các vẫn được mở rộng trên giấy tờ, vì có thêm tư lệnh của các quân chủng vũ trang và một số bộ trưởng không bộ.

## Lịch sử
Vào mùa xuân năm 1932, Hitler tranh cử chức vụ Tổng thống chống lại Tổng thống đương nhiệm và anh hùng Thế chiến I Paul von Hindenburg. Cuộc bầu cử tổng thống tổ chức ngày 13/3/1932, là một sự thể hiện ấn tượng cho Đảng Quốc xã với việc Hitler nhận được 11 triệu phiếu tương đương 30.1%. Hindenburg giành 18 triệu phiếu tương đương 49.6% và là ứng cử viên dẫn đầu; tuy nhiên, do không ai nhận được đa số phiếu tuyệt đối cần thiết để được trao chức vụ tổng thống, một cuộc bầu cử vòng 2 đã được tổ chức ngày 10 tháng 4.
Hitler đã thêm hơn 2 triệu phiếu bầu trong vòng 2, đạt được 36.8% tổng số phiếu biểu. Hindenburg chỉ thêm được 1 triệu phiếu bầu so với trước đây nhưng cũng đủ để đạt 53% số phiếu, đủ điều kiện để ông được giữ thêm một nhiệm kỳ là Tổng thống Cộng hòa Weimar.
Mặc dù Hitler thất cử, kết quả bầu cử cho thấy, Đảng Quốc xã đã phát triển ở cả hai mặt mạnh mẽ và phổ biến.
Trong tháng 6/1932, Hindenburg sử dụng quyền lực Tổng thống của mình để giải tán Reichstag và bổ nhiệm Franz von Papen làm thủ tướng mới. Kết quả là, một cuộc bầu cử mới phải được tổ chức để bầu các thành viên của Reichstag. Trong cuộc bầu cử tháng 7/1932 này, sự phổ biến của Đảng Quốc xã sẽ được khẳng định hơn nữa với số ghế trong Reichstag thêm 123 ghế, trở thành đảng lớn nhất trong Reichstag nhưng không giành được đa số.
Tháng sau, Papen mời Hitler vào vị trí Phó Thủ tướng. Đến thời điểm này, Hitler nhận ra rằng có thể nắm quyền của Papen và từ chối chấp nhận vị trí này. Thay vào đó, Hitler tạo ra những rắc rối khiến việc điều hành của Papen hết sức khó khăn và nhằm tạo điều kiện cho một cuộc bỏ phiếu bất tín nhiệm. Papen tham vấn với Tổng thống giải tán Reichstag mới được bầu với mục đích tránh cuộc bỏ phiếu bất tín nhiệm.
Trong cuộc bầu cử Reichstag tiếp theo tổ chức tháng 11/1932, Đảng Quốc xã mất 34 ghế. Mặc dù vậy, Đảng quốc xã vẫn mạnh nhất. Papen, đang tìm kiếm liên minh để thành lập chính phủ, đã không thể làm như vậy mà không bao gồm Đảng quốc xã. Không có liên minh, Papen đã buộc phải từ chức thủ tướng vào tháng 12/1932.
Hitler xem đây là một cơ hội để ông có thể trở thành Thủ tướng; Tuy nhiên, thay vì bổ nhiệm Hitler, Hindenburg đã bổ nhiệm Kurt von Schleicher. Papen đã ngạc nhiên bởi sự lựa chọn này khi ông đang cố gắng thuyết phục Hindenburg phục hồi ông là Thủ tướng và cho phép ông nằm quyền bằng sắc lệnh khẩn cấp.
Hitler tiếp tục nhận được sự ủng hộ từ giới ngân hàng và các tập đoàn công nghiệp trên toàn nước Đức và các nhóm này gia tăng áp lực lên Hindenburg về việc bổ nhiệm Hitler làm Thủ tướng.
Với mong muốn trở lại làm Thủ tướng, Papen vận động sau hậu trường để chống lại Schleicher, bao gồm cả việc hợp tác với Hitler.
Schleicher, phát hiện ra Papen đang chống mình, đã gặp Hindenburg để yêu cầu Tổng thống ra lệnh Papen ngừng hoạt động công kích. Ngược lại hoàn toàn Hindenburg đã không phản ứng gì.
Một loạt các cuộc họp giữa Hitler, Papen, và các quan chức quan trọng của Đức đã được tổ chức trong tháng 1/1933. Schleicher bắt đầu nhận ra rằng ông đã ở một vị trí mong manh, hai lần yêu cầu Hindenburg giải tán Reichstag và đặt cả nước dưới nghị định khẩn cấp. Cả hai lần, Hindenburg từ chối và sau lần thứ hai, Schleicher đã từ chức.
Với sự vận động của Papen, Hindenburg đã đồng ý thành lập một chính phủ mới với sự liên minh của Hitler. Vào ngày 22/1, Papen đã nhượng bộ từ bỏ yêu sách trở thành Thủ tướng của mình và cam kết hỗ trợ Hitler làm Thủ tướng, trong đó Papen sẽ giữ chức Phó Thủ tướng và chức vụ Thủ tướng Phổ.
Vào ngày 23/1, Papen trình bày với Hindenburg ý tưởng của ông về việc Hitler sẽ trở thành Thủ tướng, đồng thời chi phối quyền lực của Hitler.
Sau khi Schleicher từ chức ngày 28/1, Hindenburg đã triệu tập Papen đến để trao quyền lập nội các. Cuối cùng, Tổng thống, người trước đây đã thề sẽ không bao giờ để Hitler trở thành Thủ tướng, đã bổ nhiệm Hitler vào ngày 30 tháng 1 năm 1933, với Papen là Phó Thủ tướng.

## Thành phần
Nội các Đế chế bao gồm các Bộ trưởng sau đây:
| Chức danh                                                                                                  | Hình ảnh | Họ và tên                                                             | Đảng | Đảng            | Nhiệm kỳ             |
| --- | -------- | --------------------------------------------------------------------- | ---- | --------------- | -------------------- |
| Thủ tướng                                                                                                  |          | Adolf Hitler                                                          |      | NSDAP           | 30/1/1933-30/4/1945  |
| Phó Thủ tướng                                                                                              |          | Franz von Papen                                                       |      | Không đảng phái | 30/1/1933-7/8/1934   |
| Phó Thủ tướng                                                                                              |          | Hermann Göring                                                        |      | NSDAP           | 10/2/1941-23/4/1945  |
| Bộ trưởng Bộ Ngoại giao Đế chế                                                                             |          | Konstantin von Neurath                                                |      | NSDAP           | 30/1/1933-4/2/1938   |
| Bộ trưởng Bộ Ngoại giao Đế chế                                                                             |          | Joachim von Ribbentrop                                                |      | NSDAP           | 4/2/1938-30/4/1945   |
| Bộ trưởng Bộ Nội vụ Đế chế                                                                                 |          | Wilhelm Frick                                                         |      | NSDAP           | 30/1/1933-24/8/1943  |
| Bộ trưởng Bộ Nội vụ Đế chế                                                                                 |          | Heinrich Himmler                                                      |      | NSDAP           | 24/8/1943-30/4/1945  |
| Bộ trưởng Bộ Tài chính Đế chế                                                                              |          | Lutz Graf Schwerin von Krosigk                                        |      | NSDAP           | 30/1/1933-30/4/1945  |
| Bộ trưởng Bộ Tư pháp Đế chế                                                                                |          | Franz Gürtner                                                         |      | NSDAP           | 30/1/1933-29/1/1941  |
| Bộ trưởng Bộ Tư pháp Đế chế                                                                                |          | Franz Schlegelberger (quyền)                                          |      | NSDAP           | 29/1/1941-24/8/1942  |
| Bộ trưởng Bộ Tư pháp Đế chế                                                                                |          | Otto Georg Thierack                                                   |      | NSDAP           | 24/8/1942-30/4/1945  |
| Bộ trưởng Bộ Quốc phòng Đế chế Từ 1935 là Bộ trưởng Bộ Chiến tranh Đế chế                                  |          | Werner von Blomberg                                                   |      | Không đảng phái | 30/1/1933-5/2/1938   |
| Bộ trưởng Bộ Quốc phòng Đế chế Từ 1935 là Bộ trưởng Bộ Chiến tranh Đế chế                                  |          | Wilhelm Keitel (kiêm Chỉ huy trưởng Bộ Tư lệnh Tối cao Quân Phòng vệ) |      | Không đảng phái | 5/2/1938-23/4/1945   |
| Bộ trưởng Bộ Kinh tế Đế chế                                                                                |          | Alfred Hugenberg                                                      |      | DNVP            | 30/1/1933-29/6/1933  |
| Bộ trưởng Bộ Kinh tế Đế chế                                                                                |          | Kurt Schmitt                                                          |      | NSDAP           | 29/6/1933-3/8/1934   |
| Bộ trưởng Bộ Kinh tế Đế chế                                                                                |          | Hjalmar Schacht                                                       |      | Không đảng phái | 3/8/1934-26/11/1937  |
| Bộ trưởng Bộ Kinh tế Đế chế                                                                                |          | Hermann Göring                                                        |      | NSDAP           | 26/11/1937-15/1/1938 |
| Bộ trưởng Bộ Kinh tế Đế chế                                                                                |          | Walter Funk                                                           |      | NSDAP           | 15/1/1938-23/4/1945  |
| Bộ trưởng Bộ Thực phẩm và Nông nghiệp Đế chế                                                               |          | Alfred Hugenberg                                                      |      | DNVP            | 30/1/1933-29/6/1933  |
| Bộ trưởng Bộ Thực phẩm và Nông nghiệp Đế chế                                                               |          | Richard Walther Darré                                                 |      | NSDAP           | 29/6/1933-23/5/1942  |
| Bộ trưởng Bộ Thực phẩm và Nông nghiệp Đế chế                                                               |          | Herbert Backe                                                         |      | NSDAP           | 23/5/1942-23/4/1945  |
| Bộ trưởng Bộ Lao động Đế chế                                                                               |          | Franz Seldte                                                          |      | NSDAP           | 30/1/1933-30/4/1945  |
| Bộ trưởng Bộ Bưu chính Đế chế                                                                              |          | Paul Freiherr von Eltz-Rübenach                                       |      | Không đảng phái | 30/1/1933-2/2/1937   |
| Bộ trưởng Bộ Bưu chính Đế chế                                                                              |          | Wilhelm Ohnesorge                                                     |      | NSDAP           | 2/2/1937-23/4/1945   |
| Bộ trưởng Bộ Giao thông Đế chế                                                                             |          | Paul Freiherr von Eltz-Rübenach                                       |      | Không đảng phái | 30/1/1933-2/2/1937   |
| Bộ trưởng Bộ Giao thông Đế chế                                                                             |          | Julius Dorpmüller                                                     |      | NSDAP           | 2/2/1937-23/4/1945   |
| Bộ trưởng Bộ Giác ngộ quần chúng và Tuyên truyền Đế chế                                                    |          | Joseph Goebbels                                                       |      | NSDAP           | 13/3/1933-30/4/1945  |
| Bộ trưởng Bộ Hàng không Đế chế                                                                             |          | Hermann Göring                                                        |      | NSDAP           | 27/4/1934-30/4/1945  |
| Bộ trưởng Bộ Khoa học, Giáo dục và Văn hóa Đế chế                                                          |          | Bernhard Rust                                                         |      | NSDAP           | 1/5/1934-30/4/1945   |
| Bộ trưởng Bộ vấn đề Giáo hội Đế chế                                                                        |          | Hanns Kerrl                                                           |      | NSDAP           | 16/7/1935-15/12/1941 |
| Bộ trưởng Bộ vấn đề Giáo hội Đế chế                                                                        |          | Hermann Muhs (quyền)                                                  |      | NSDAP           | 15/12/1941-30/4/1945 |
| Bộ trưởng Bộ Vũ trang quân dụng Đế chế Từ năm 1943 là Bộ trưởng Bộ Vũ trang và Sản xuất Chiến tranh Đế chế |          | Fritz Todt                                                            |      | NSDAP           | 17/3/1940-8/2/1942   |
| Bộ trưởng Bộ Vũ trang quân dụng Đế chế Từ năm 1943 là Bộ trưởng Bộ Vũ trang và Sản xuất Chiến tranh Đế chế |          | Albert Speer                                                          |      | NSDAP           | 8/2/1942-30/4/1945   |
| Bộ trưởng Bộ Chiếm đóng Lãnh thổ phương Đông Đế chế                                                        |          | Alfred Rosenberg                                                      |      | NSDAP           | 17/11/1941-30/4/1945 |
| Bộ trưởng Bộ Bohemia và Moravia Đế chế                                                                     |          | Karl Hermann Frank                                                    |      | NSDAP           | 20/8/1942-30/4/1945  |
| Bộ trưởng không Bộ Đế chế                                                                                  |          | Hermann Göring                                                        |      | NSDAP           | 30/1/1933-27/4/1933  |
| Bộ trưởng không Bộ Đế chế                                                                                  |          | Ernst Röhm                                                            |      | NSDAP           | 1/12/1933-1/7/1934   |
| Bộ trưởng không Bộ Đế chế                                                                                  |          | Rudolf Hess (Phó Lãnh tụ)                                             |      | NSDAP           | 1/12/1933-10/5/1941  |
| Bộ trưởng không Bộ Đế chế                                                                                  |          | Hanns Kerrl                                                           |      | NSDAP           | 16/4/1934-16/7/1935  |
| Bộ trưởng không Bộ Đế chế                                                                                  |          | Hans Frank (Toàn quyền Ba Lan từ 1939)                                |      | NSDAP           | 19/12/1934-30/4/1945 |
| Bộ trưởng không Bộ Đế chế                                                                                  |          | Hjalmar Schacht                                                       |      | NSDAP           | 26/11/1937-22/1/1943 |
| Bộ trưởng không Bộ Đế chế                                                                                  |          | Otto Meissner (Chánh văn phòng Phủ Tổng thống)                        |      | NSDAP           | 1/12/1937-30/4/1945  |
| Bộ trưởng không Bộ Đế chế                                                                                  |          | Hans Lammers (Chánh văn phòng Phủ Thủ tướng)                          |      | NSDAP           | 1/12/1937-30/4/1945  |
| Bộ trưởng không Bộ Đế chế                                                                                  |          | Arthur Seyss-Inquart                                                  |      | NSDAP           | 1/5/1939-30/4/1945   |
| Bộ trưởng không Bộ Đế chế                                                                                  |          | Martin Bormann (Chánh văn phòng Đại sứ Đảng)                          |      | NSDAP           | 12/5/1941-30/4/1945  |
| Bộ trưởng không Bộ Đế chế                                                                                  |          | Wilhelm Frick (Bảo hộ Bohemia và Moravia)                             |      | NSDAP           | 24/8/1943-30/4/1945  |
| Bộ trưởng không Bộ Đế chế                                                                                  |          | Konstantin Hierl (Trưởng ngành Lao động Đế chế)                       |      | NSDAP           | 24/8/1943-30/4/1945  |

## Hoạt động
Hitler cho phép tham vấn thực tế trong nội các cho đến Đạo luật Trang cử, thay đổi vào đầu tháng 4 năm 1933, từ đó không có cuộc bỏ phiếu chính thức nào được thông qua. Khi đó Hitler tập trung xây dựng quyền lực bên ngoài nội các, dẫn tới số lượng các cuộc họp nội các cũng giảm. Vào tháng 2-3 năm 1933 vẫn còn 31 cuộc họp, đến tháng 4-5 năm 1933 chỉ có 16 cuộc họp và 42 cuộc họp cho đến cuối năm. Nội các Hitler gặp nhau lần cuối vào ngày 5 tháng 2 năm 1938. Hitler đã làm cho các bộ trưởng gần như cô lập, một phần trực tiếp và một phần gián tiếp thông qua Thủ tướng đế chế Đức hoặc Lãnh đạo Đảng. Tất cả các bộ trưởng đã trở thành những người nhận thực tế các mệnh lệnh từ "lãnh đạo và thủ tướng" (từ tháng 8 năm 1934). Ngoài ra, nhiều đại diện đặc biệt của Hitler làm suy yếu các hoạt động của các bộ trưởng.

## Kết thúc
Cuộc họp cuối cùng của nội các Hitler diễn ra vào ngày 5 tháng 2 năm 1938. Khi chính phủ Đế chế thứ ba sụp đổ vào cuối Thế chiến thứ hai và sau cái chết của Hitler vào ngày 30 tháng 4 năm 1945, Nội các đã được Nội các Schwerin von Krosigk thay thế, thường được gọi là chính phủ Flensburg.